# Nori Benhalima
Nori Benhalima (arabe : نوري سليم بن حليمة), né le 15 mai 1998 à Paris, en France, est un handballeur international franco-algérien,,,.

## Palmarès

### En équipe d'Algérie
| Compétitions          | Distinction                                                              |
| --------------------- | ------------------------------------------------------------------------ |
| Championnats du monde | 31e place au Championnat du monde 2023 ( Pologne/ Suède)[réf. souhaitée] |